# Gustav Melcher
Gustav Melcher (* 4. Februar 1878 in Düsseldorf; † 1966) war ein deutscher Maler der Düsseldorfer Schule sowie ein Pionier des Films, der Filmkritik und der Filmtheorie.

## Leben
Gustav Melcher studierte an der Düsseldorfer Kunstakademie bei Peter Janssen und Eduard von Gebhardt. Zuerst wollte er Porträt- und Figurenmaler werden, dann aber entschloss er sich zur Landschafts- und Marinemalerei. Melcher machte Studienreisen, u. a. nach England, Schottland, Belgien und Frankreich. Er wurde Mitglied im Düsseldorfer Künstlerverein Malkasten.
Um 1900 wohnte er einige Jahre in Friedrichshagen bei Berlin. Dort lernte er 1902/1903 Amalie Emma Margarethe Landauer, geborene Leuschner (1872–1908), kennen. Ihre Hochzeit erfolgte kurz nach der Scheidung (21. März 1903) von ihrem ersten Ehemann, Gustav Landauer. Melchers Ehefrau stammte aus einer sozialdemokratischen Arbeiterfamilie. Sie teilte die politischen Überzeugungen ihres ersten Ehemannes, was später Auswirkungen auf die politischen Ansichten Melchers haben sollte. Vermutlich in Berlin lernte er den späteren Dichter Gottfried Benn kennen, mit dem Melcher noch Schriftverkehr hatte, als er bereits viele Jahre lang wieder in Düsseldorf wohnte, so am 7. April 1950. Am 27. August 1908, nach dem Tod seiner Frau und der Rückkehr nach Düsseldorf, luden er und seine alten Sportfreunde Gustav Anger, Franz Hüveler und August Peters alle Anhänger des Segel- und Motorsports im Raum Düsseldorf zur Gründung des Düsseldorfer Segel- und Motorboot-Clubs Ahoi in das Hotel „Römischer Kaiser“ ein. Wenige Tage später erfolgte dann die Eintragung des neuen Düsseldorfer Vereins in das Vereinsregister. Die Anlage des Yachthafens, unterhalb der damaligen Golzheimer Insel, ging auf seine Initiative zurück. Manche Rheinfahrt wurde von ihm organisiert, z. B. 1926 die internationale Rheinfahrt von Oppenheim nach Amsterdam.
In Vorträgen und Vorführungen, vor allem im Künstlerverein Malkasten, setzte er sich für den damals noch viel belächelten Kintopp ein und drehte mit Malerkollegen selbst Filme. Er war Schriftführer der 1909 in Düsseldorf gegründeten „Gesellschaft zur Förderung der Lichtbildkunst“. Als solcher gehört er zu den Pionieren der Filmtheorie. Zwischen 1909 und 1912 schrieben er und Hermann Häfker regelmäßig für die Zeitschrift Der Kinematograph. Neben der Lichtbild-Bühne war diese Zeitschrift zur damaligen Zeit das anspruchsvollste Fachblatt der Kinematographie. Heute sind diese Zeitschriften als filmhistorische Quellen von großer Bedeutung. 1909 stellte der Chefredakteur des Kinematographen, Emil Perlmann, die Verdienste Melchers in seiner Broschüre Der Kulturwert des Kinematographen besonders heraus: „Der Künstler, der diese neue Basis aller Darstellungskunst zuerst untersuchte, der Maler Gustav Melcher, hat auch das Wort von der bildenden Schauspielkunst geprägt, um dadurch anzudeuten, daß die Projektionskunst nicht mehr wie die Bühnenkunst an eine Mischung von Kunst und Wirklichkeit, Literatur, Malerei und vergänglichem Leben gebunden ist, sondern eine organische Verbindung der schönen mit den bildenden Künsten ermöglicht.“ Die Broschüre ist als publizistische Abwehrmaßnahme in Zusammenhang mit den zunehmenden Angriffen von Presse, Polizei und Pädagogen auf die Kientöppe zu sehen.
Für die „Gesellschaft zur Förderung der Lichtbildkunst“ übernahm Melcher die künstlerische Leitung, insbesondere das Bühnenbild, für „Märchen-Vorstellungen“ am Schauspielhaus Düsseldorf, bei der „farbige Lichtbilder“ zur Aufführung kamen. Melcher führte aber nicht nur Palette und Leinwand, sondern auch eine „spritzige Feder“. Für Düsseldorfer Zeitungen schrieb er in jüngeren Jahren Kunstbetrachtungen und Kritiken, Kurzgeschichten und philosophische Abhandlungen.
1910 hatte Melcher als Mitglied des Vereins der Düsseldorfer Künstler ein Atelier im Künstlerhaus, Sittarder Straße 5. 1924 war Gustav Melcher in Düsseldorf-Golzheim, Kaiserswerther Straße 77 als Kunstmaler amtlich gemeldet. Im Düsseldorfer Adressbuch stand er unter der Branchenrubrik Kunstmaler. Die Kaiserswerther Straße befand sich damals im Umbau. 1932 hieß seine Wohnanschrift dann – nach dem Umbau – Uerdinger Straße 77. Melcher hatte seinerzeit bereits einen Fernsprecher.
Von 1955 bis 1958 unterrichtete Melcher den Maler Otto Karl Welbers (1930–2009).
Politisch war Melcher als Mitglied im „Komitee zur Wiederherstellung der historischen Wahrheit“ tätig. Zusammen mit Otto Behnke, Gerhard Ohnesorg und Werner Weber verfasste er 1959 in Hamburg das Heft mit dem Titel „Brandstifter?“. Im Deutschen Historischen Museum wird Melcher als rechtsradikaler Schreiber einer „Propagandaschrift zur Leugnung der Schuld Deutschlands am Zweiten Weltkrieg“ aufgeführt. 1939 hatte er seinen Freund und Mitstreiter Häfker im KZ Mauthausen verloren. Melcher selbst starb 1966.

## Werke

### Maler
- Rheinansicht
- Kühe auf der Weide
- Enten am Weiher
- Niederrheinische Landschaft
- Abendstimmung am Niederrhein
- Junge Hirtin mit Zicklein unter einer Weide
- Segelschiff im Hafen von Dordrecht
- Boote in Dorfhafen
- Ruhende Kühe in einer Landschaft
- Mann mit Pfeife
- weidende Kühe am Niederrhein mit einer Magd

### Autor
- Bildende Schauspielkunst. In: Der Kinematograph, Nr. 108, 20. Januar 1909
- Von der lebenden Photographie und dem Kino-Drama. In: Der Kinematograph, Nr. 112, 17. Februar 1909
- Die künstlerischen Vorzüge der Kinematographie, In: Der Kinematograph, Nr. 116, 17. März 1909
- Regie in der Filmfabrik. In: Der Kinematograph, Nr. 128, 9. Juni 1909
- Die Wege der deutschen Kinematographie, In: Der Kinematograph, Nr. 150, 10. November 1909
- Aus der Praxis. Gesellschaft zur Förderung der Kinematographie. In: Der Kinematograph, Nr. 154, 8. Dezember 1909
- Kunstfilm. In: Der Kinematopgraph, Nr. 169, 23. März 1910
- Das Theatersystem der Kinematographie. In: Der Kinematograph, Nr. 235, 28. Juni 1911
- Zwischen den Bildern. In: Der Kinematograph, Nr. 238, 19. Juli 1911
- Der Name in der Filmkunst. In: Der Kinematograph, Nr. 257, 1911
- Weltbrandstifter? „Komitee zur Herstellung der historischen Wahrheit“, 1965[8]